# Megaselia neivai
Megaselia neivai är en tvåvingeart som först beskrevs av Bridarolli 1940.  Megaselia neivai ingår i släktet Megaselia och familjen puckelflugor. Inga underarter finns listade i Catalogue of Life.